# Marat Chajrullin (piłkarz)
Marat Nailjewicz Chajrullin (ur. 26 kwietnia 1984 w Kazaniu) – kazachski i rosyjski piłkarz grający na pozycji pomocnika.

## Kariera klubowa
Chajrullin profesjonalną karierę rozpoczynał w klubie z miasta, w którym się urodził, a więc Rubin Kazań. Nie było mu jednak dane ani razu zagrać w ligowym meczu w pierwszej drużynie, występował jedynie w drugim zespole, w 2007 roku postanowił więc wyjechać do Kazachstanu. Przez kolejne trzy lata reprezentował barwy FK Aktöbe, wiosną 2010 roku przeniósł się zaś do Rosji i przez kilka kolejnych miesięcy był graczem klubu Wołga Niżny Nowogród. W połowie 2010 roku powrócił jednak do FK Aktöbe.

## Kariera reprezentacyjna
W reprezentacji Kazachstanu zadebiutował 3 czerwca 2011 roku w towarzyskim meczu przeciwko Azerbejdżanowi. Na boisku przebywał do 82 minuty meczu
| Mecze i gole w reprezentacji | Mecze i gole w reprezentacji | Mecze i gole w reprezentacji | Mecze i gole w reprezentacji | Mecze i gole w reprezentacji | Mecze i gole w reprezentacji | Mecze i gole w reprezentacji |
| #                            | Data                         | Stadion                      | Rywal                        | Wynik                        | Gol                          | Rozgrywki                    |
| 2011                         | 2011                         | 2011                         | 2011                         | 2011                         | 2011                         | 2011                         |
| ---------------------------- | ---------------------------- | ---------------------------- | ---------------------------- | ---------------------------- | ---------------------------- | ---------------------------- |
| 1.                           | 03.06.2011                   | Astana, Kazachstan           | Azerbejdżan                  | 2:1                          | 0                            | El. ME 2012                  |
| 2.                           | 10.08.2011                   | Astana, Kazachstan           | Syria                        | 1:1                          | 0                            | towarzyski                   |
| 3.                           | 02.09.2011                   | Stambuł, Turcja              | Turcja                       | 1:2                          | 0                            | El. ME 2012                  |
| 4.                           | 06.09.2011                   | Baku, Azerbejdżan            | Azerbejdżan                  | 2:3                          | 0                            | El. ME 2012                  |
| 5.                           | 11.10.2011                   | Astana, Kazachstan           | Austria                      | 0:0                          | 0                            | El. ME 2012                  |
| 2012                         |                              |                              |                              |                              |                              |                              |
| 6.                           | 29.02.2012                   | Antalya, Turcja              | Łotwa                        | 0:0                          | 0                            | towarzyski                   |
| 7.                           | 12.10.2012                   | Astana, Kazachstan           | Austria                      | 0:0                          | 0                            | El. MŚ 2014                  |
| 8.                           | 16.10.2012                   | Wiedeń, Austria              | Austria                      | 0:4                          | 0                            | El. MŚ 2014                  |
| 2013                         |                              |                              |                              |                              |                              |                              |
| 9.                           | 06.02.2013                   | Antalya, Turcja              | Mołdawia                     | 3:1                          | 0                            | towarzyski                   |
| 10.                          | 22.03.2013                   | Astana, Kazachstan           | Niemcy                       | 0:3                          | 0                            | El. MŚ 2014                  |
| 11.                          | 06.09.2013                   | Astana, Kazachstan           | Wyspy Owcze                  | 2:1                          | 0                            | El. MŚ 2014                  |
| 12.                          | 10.09.2013                   | Astana, Kazachstan           | Szwecja                      | 0:1                          | 0                            | El. MŚ 2014                  |
| 2014                         |                              |                              |                              |                              |                              |                              |
| 13.                          | 07.06.2014                   | Budapeszt, Węgry             | Węgry                        | 0:3                          | 0                            | towarzyski                   |

## Sukcesy
Aktobe
- Mistrzostwo Kazachstanu: 2007, 2008, 2009, 2013
- Puchar Kazachstanu: 2008